# 鐵面特警隊
是一部1997年的美國新黑色犯罪電影，改編自同名小說，由柯提斯·韓森執導，凱文·史貝西、羅素·高爾、盖·皮尔斯、金·贝辛格、丹尼·德維托等人主演。
《鐵面特警隊》在第70屆奧斯卡獎獲得9項提名，最後獲得最佳女配角、最佳改編劇本2項大獎，其余7项均输给大热电影《鐵達尼號》。

## 劇情
1950年代的洛杉矶，是一個罪惡橫行的城市，黑白兩道相互勾結牟利的事情時有所聞。在這個城市裏，沒有固定的生存規則可以遵循，一切都能經由「喬事」私了。艾德蒙（蓋·皮爾斯飾演）继承父亲遗志，以优异的成绩进入洛杉矶警察局（L.A.P.D.）工作。考虑到他斯文的性格，及政治頭腦，他父亲的老同事、现任队长杜德利（詹姆斯·克伦威尔飾演）建议他去内勤科，但艾德蒙坚持要到凶殺組。
緝毒組探员杰克（凱文·史貝西飾演）素有「警局明星」之称。不仅靠向《嘘嘘报》（Hush-Hush Magazine）出卖情报赚外快，還利用媒体出名，是警局里见报率最高的警探。一次，杰克破获一起少量毒品的案子，在犯罪现场发现一张名片，上面印着「如你所愿」（Whatever you desire）字樣，而中间是「法兰西王朝」（Fleur-de-lis）几个字，他把名片装进口袋裡。
警察们在欢度圣诞夜。警员巴德（羅素·克洛飾演）和史丹斯买酒回来，恰巧殴打警察布朗和黑伦的墨西哥人抓到了，此时就在楼下。众人藉着酒意冲下楼，把他们打得皮开肉绽。尽管艾德蒙一再发出警告，但也无济于事。这场混战恰巧被闯进来的两名记者拍攝下來。第二天，他们以「血腥圣诞节」（Bloody Christmas）为题刊登在报纸上。局长为了挽回顏面，找在场者单独谈话，要他们指证是谁參與打鬥。
勒夫检察官（Deputy DA）试图说服巴德說出真相，但巴德表示决不出卖同事而拒绝作证，当场被局长撤职。艾德蒙毫不犹豫地表示愿意出庭作证，并建议檢控有退休资格的警察以洗刷警局形象。杜德利队长對此極為不悅，局长却很欣赏他的直率，当场宣布提升他为组长。聪明圆滑的杰克在局长要减少他的曝光率的威胁下，勉强答应指证将退休的史丹斯。他既没有得罪上级，也没有得罪同僚。而艾德蒙则被同僚所不齿。刚被撤职的巴德，当晚就被杜德利队长悄悄复职，并委以重任。
「夜貓子咖啡廳」（Nite Owl coffee shop）发生一起凶杀案，七名死者中包括當天剛被撤職史丹斯。巴德在停尸間发现七个死者中的一名女子，正是他曾遇到的，與富商巴卻同車的苏珊。于是他向酒馆老板要了巴卻（大衛·史崔森飾演）的地址，直奔其豪宅。巴卻坦言经营法兰西王朝做应召生意，给长得像明星的女孩整容，让他们模仿好莱坞影星以吸引社会名流。巴德接着去其中一名应召女琳恩（金·貝辛格飾演）家里了解情况，在那里他遇到了议员。巴德很同情琳恩的应召女郎的身世，但并没有了解到实质性的问题。
根据凶器散彈枪及停放在门口的汽车型号，警方判断夜貓子凶杀案像是一群黑人青少年幹的。为此，艾德蒙带人去围捕這群黑人青少年，并第一次开枪打死了一个逃跑的夜貓子嫌疑犯。由于他表现出色，警方授予他勇士勳章。然而他不久後发现，死者有不在现场的证据。虽然警察局认为夜貓子凶杀案已破，但艾德蒙有所怀疑。
其实，巴卻从事的应召服务只是表面，实质是让他豢养的《嘘嘘报》记者西德（丹尼·德維托飾演），偷拍这些名流嫖客的照片，然后进行敲诈。在琳恩家里出现的那个议员，就是被偷拍了他和琳恩在一起不堪入目的照片，只得乖乖地同意支持修筑一条公路，直通巴卻拥有的房产开发区。
为了弄清史丹斯的死因，巴德到警察局资料库查阅夜貓子酒吧案照片，其中一张空咖啡桌的照片引起了他的注意。从照片上看，桌上放着两个杯子。当他确认那个女的就是苏珊时，似乎有所領悟。他匆匆离开资料库，赶往苏珊家调查。苏珊的母亲从照片上认出史丹斯是苏珊的男朋友，并告诉他史丹斯曾与另一个男人在她家发生过激烈争吵。这时，屋子另一面的一扇挡着木板的门引起了他的注意，巴德过去挪开木板，一股扑鼻的臭气呛得他捂住了鼻子。巴德在地窖里发现巴兹的尸体。他又从熟悉巴兹的史當巴那多口中得知，巴兹手中曾有海洛因想找买主，由此巴德推测史丹斯和巴兹的死可能与海洛因有关。
艾德蒙本来就对夜貓子凶杀案持怀疑态度，他在与医生的交谈中得到蛛丝马迹，便顺着巴德的线索来到苏珊的家，发现地窖裡的尸体。他把尸体运回警察局。艾德蒙对巴德的行踪开始关注，他请求杰克帮忙追踪巴德。艾德蒙告诉杰克，自己的父亲是被不知名的匪徒所杀，此人至今仍逍遥法外。为了永远记住他，他编造了一个名字「罗罗·湯馬西」（Rollo Tomasi）。就是为此，他才当了警察。杰克被他的真情所感动，答应帮忙。
杰克开着车子悄悄地跟踪巴德，看着他走进琳恩的屋子。这时，艾德蒙也赶到，他们目睹了巴德与琳恩在屋子里缠绵的情景。杰克掏出那张名片递给艾德蒙，并告诉他后台老板就是巴卻。他们找到巴卻却一无所获，于是艾德蒙叫杰克去看验尸结果，自己去琳恩家了解巴德的情况。琳恩引诱艾德蒙和她发生了性关系，同时西德偷拍了他们的照片。
验尸结果证明死者是前警察巴兹，巴卻的司機兼保鏢。杰克立刻翻阅旧档案，他发现当年巴兹与史丹斯是一对搭档。12年前，他们拘捕了很多人，还盘问过巴卻利用小报记者偷拍名人嫖妓照片进行勒索的事，负责人是杜德利。后来都因证据不足而撤销指控。富有经验的杰克立刻联想到巴兹、史丹斯、巴卻等人与卖淫、毒品、勒索等罪恶活动有关。他没等艾德蒙回来就去找杜德利对证，却因未加防备而被老谋深算的杜德利用手枪击中。杜德利问他有什么遗言，他费力地吐出了最后几个字：「罗罗·湯馬西」。他明白了杜德利也正是逍遥法外之人。
艾德蒙惊闻杰克半夜遭枪杀，並被弃尸于公园，他感到此事肯定与昨天的验尸报告有关。当杜德利向他询问与杰克有关的“罗罗·湯馬西”的情况时，艾德蒙猛然警覺，杜德利就是杀害杰克的凶手。艾德蒙在档案室查到巴兹与史丹斯向杜德利汇报的文件。原来，瓦解毒梟米奇·柯汉的组织后，杜德利便欲取而代之，控制全城的毒品交易。史丹斯也正是因为试图背着杜德利吞掉25磅海洛因而遭杀身之祸。
杜德利擔心東窗事，开始灭口。他找來巴德一起刑訊西德，故意让巴德看到艾德蒙与琳恩做爱的照片，想借巴德的手除掉艾德蒙。巴德怒火中烧，拿着照片就去找艾德蒙。在一番扭打之后，艾德蒙向巴德道出一切，并说服他一同去对付杜德利。
他们向勒夫检察官逼出實情，再循線去找巴卻，结果杜德利抢先一步杀死了他。他们同时意识到琳恩的危险，丢下巴卻向外衝。情急之中，艾德蒙令西好莱坞警长就近保护琳恩。警长及時將挨揍的她保護起來，但她不肯透露是誰動的手。
在胜利旅館，被設計請君入甕的艾德蒙和巴德终于和杜德利及其手下交火。几个回合下来，艾德蒙右臂中弹倒地，巴德扶起艾德蒙。就在这时，杜德利持枪出现，朝巴德连开两枪，又逼近艾德蒙。从艾德蒙口中，杜德利终于明白使他暴露身份的“罗罗·湯馬西”的含义。他将子弹推上膛，枪口再次对准艾德蒙。就在千钧一发之际，巴德将匕首奋力刺向杜德利，杜德利痛叫一声靠墙，同时也向巴德开了一枪。
警車聲由遠而近。杜德利见艾德蒙没向他开枪，便得意地放下武器，高举双手向警车走去。艾德蒙眼見杜德利又將逍遙法外，举枪由背後射殺他，再向抵達現場的警察掏出自己的警徽。
艾德蒙揭发了杜德利一伙的全部罪行，一直屏息倾听的勒夫检察官听到艾德蒙没有说出自己的名字，总算松了一口气。但这毕竟是警察局的一大丑闻，最后，局长等人想出了一个权宜之计，把杜德利说成是勇战犯罪集团壮烈牺牲的英雄，艾德蒙将是好莱坞警察局的新任局长，具政治頭腦的艾德蒙看穿其圖謀，樂得大家相互利用。大难不死的巴德则与已经从良的琳恩远走高飞。

## 演員
- 凱文·史貝西 飾 杰克·“好莱坞杰克”·文森斯（ Jack "Hollywood Jack" Vincennes）
- 罗素·克洛 飾 巴德·懷特（Wendell "Bud" White）
- 盖·皮尔斯 飾 艾德蒙·艾斯利（Edmund "Ed" Exley）
- 詹姆斯·克伦威尔 飾 杜德利·史密斯（Dudley Smith）
- 金·貝辛格 飾 琳恩·布雷肯（Lynn Bracken）
- 丹尼·德維托 飾 西德·哈金斯（Sid Hudgens）
- 大卫·史崔森 飾 皮尔斯·巴卻（Pierce Morehouse Patchett）
- 羅恩·里夫金（英语：Ron Rifkin） 飾 艾力斯·罗（Attorney Ellis Loew）
- 葛拉罕·貝克（英语：Graham Beckel） 飾 理查「狄克」史丹斯兰（Richard "Dick" Stensland）
- 保罗·蓋佛尔 飾 米奇·柯罕
- 麦特·麦考伊（英语：Matt McCoy (actor)） 飾 布雷特·雀斯（Brett Chase）
- Paolo Seganti（英语：Paolo Seganti） 飾 強尼·史當巴那多（英语：Johnny Stompanato）
- 西蒙·貝克 飾 麥特·雷諾（Matt Reynolds）
- Darrell Sandeen（英语：Darrell Sandeen） 飾 李兰「巴茲」米克斯（Leland "Buzz" Meeks）
- Marisol Padilla Sánchez（英语：Marisol Padilla Sánchez） 飾 Inez Soto
- Gwenda Deacon 飾 Mrs. Lefferts
- Jim Metzler（英语：Jim Metzler） 飾 Councilman
- 布蘭達·巴卡（英语：Brenda Bakke） 飾 拉娜·特納
- John Mahon 飾 Police Chief Worton
- Tomas Arana 飾 Michael Breuning
- Amber Smith（英语：Amber Smith） 飾 Susan Lefferts

## 獎項
- 第70屆奧斯卡金像獎
  - 最佳女配角奖：金·贝辛格
  - 最佳改編劇本獎：柯提斯·韓森、布萊恩·海格蘭
  - 提名最佳电影、导演、艺术指导、摄影、剪辑、配乐、音效
- 澳洲电影学院獎
  - 1998年最佳外國片奖
- 1998年英国电影學院獎
  - 最佳剪辑奖：Peter Honess
  - 最佳音效奖
- 金球奖
  - 最佳女配角奖：金·贝辛格
- 第4届美国演员工会奖（SAG）
  - 最佳女配角奖：金·贝辛格
- 美国编剧协会奖（WGA）
  - 最佳编剧奖：柯提斯·韓森、布萊恩·海格蘭

## 電視劇版
2003年，《鐵面特警隊》電視劇的試播集播放。不過，試播集後來沒被變成連續劇。本劇的主要演員是基夫·修打蘭、喬許·霍普金斯、大衛·康瑞德、普魯特·泰勒·文斯、梅莉莎·喬治、湯姆·諾維斯基和埃里克·罗伯茨。試播集收錄於電影版雙碟DVD及藍光光碟的特別收錄中。

## 外部連結
- 互联网电影数据库（IMDb）上《鐵面特警隊》的资料（英文）
- AllMovie上《鐵面特警隊》的资料（英文）
- 爛番茄上《鐵面特警隊》的資料（英文）
- Metacritic上《鐵面特警隊》的資料（英文）
- Box Office Mojo上《鐵面特警隊》的資料（英文）